# Oncidium abruptum
Oncidium abruptum là một loài thực vật có hoa trong họ Lan. Loài này được Linden & Rchb.f. ex Kraenzl. mô tả khoa học đầu tiên năm 1922.